# Xmarks Sync
Xmarks, anciennement Foxmarks, est une société de San Francisco qui a produit une extension pour les navigateurs web, appelée Xmarks. La société a été fondée en 2006 par Mitch Kapor et a été acquise par LastPass en décembre 2010. Le 1er mai 2018, Lastpass a abandonné le développement et le suivi de Xmarks.

## Vue d'ensemble
Le synchroniseur de signets Xmarks est une extension pour Mozilla Firefox, Internet Explorer, Google Chrome and Apple Safari  qui synchronise les signets entre ordinateurs, les mots de passe, les onglets ouverts et l'historique de navigation. Ces fonctionnalités n'ont pas été implémentées sur Opera en date de mi-2016. Cependant, en suivant des instructions, il est possible de faire fonctionner l'extension d'Opéra sur Chrome . En avril 2009, c'était l'extension la plus populaire sur Firefox, atteignant plus de 150.000 téléchargements par semaine et près de 15 millions de téléchargements au total.

## L'histoire de l'entreprise
En mars 2009, Foxmarks a été relancé sous un nouveau nom et un service appelé Xmarks. Comme Xmarks inclut Foxmarks, Xmarks comprend de nombreuses nouvelles fonctionnalités comme la suggestion de mots clés sur les signets.
Le 27 septembre 2010, il a été annoncé que, en raison des projections budgétaires de la société, résultant de son modèle de financement uniquement par dons, qu'en janvier 2011, Xmarks aurait totalement cessé son activité. Au 30 septembre de la même année, le directeur de Xmarks, James Joaquin, a noté qu'il avait été "agréablement surpris par l'intérêt" qui a été montré depuis « l'annonce de fermeture ». Cet intérêt a été manifesté par les deux acheteurs potentiels de l'entreprise, et par ceux qui se sont engagés à souscrire à ce service sur le site via la page de dons. Sur cette page, Xmarks a tenté d'acquérir des promesses de dons de 10-20 $ par an de 100 000 de leurs utilisateurs sur un projet de service premium Xmarks, lancé le 9 décembre 2010,. À la date du 7 octobre 2010, les investisseurs d'Xmarks ont investi 9 millions de dollars dans le projet, mais sans un retour sur investissement clairement en vue, à moins que suffisamment de promesses de dons soient reçus d'ici le 15 octobre 2010.
Le 2 décembre 2010, le service de gestionnaire de mots de passe de LastPass a acquis Xmarks. Depuis cette acquisition, le programme a peu évolué, les mises à jour concernant principalement la correction de bugs, et n'a pas eu une seule nouvelle fonctionnalité ajoutée. Le 9 octobre, 2015, LastPass a été acquis par LogMeIn, Inc. pour 125 millions de dollars. Après l'acquisition, LastPass a déclaré qu'ils ont l'intention de continuer à soutenir Xmarks.
Par un courriel à ses utilisateurs daté du 30 mars 2018 et une annonce sur le site, LastPass/logMeIn annonce la fermeture du service Xmarks le 1er mai 2018. LastPass veut se recentrer sur son service de gestion des mots de passe afin de fournir à ses utilisateurs un niveau élevé de sécurité. Après le 1er mai, Xmarks ne se synchronisera plus et les comptes seront désactivés.

## Le domaine d'Xmarks bloqué en Inde
À partir de mai 2012, le site xmarks.com a été bloqué par les principaux FAI en Inde, par ordre de la cour. Ainsi, les différents sites web apparaissaient avec un simple message « l'Accès à ce site a été bloqué par les Ordonnances de la Cour ». ,,,,

## La vie privée
Xmarks fournit une option pour chiffrer des signets lorsqu'ils sont transférés entre le navigateur et le serveur d'Xmarks. Les signets des utilisateurs sont gardés confidentiels des autres utilisateurs. Cependant, il y a clairement des questions de confidentialité et de confiance dans l'envoi de signets à un service tiers. Xmarks fournit une option pour l'utilisateur afin d'éviter le serveur d'Xmarks, en utilisant leurs propres serveurs WebDAV ou FTP pour stocker leurs favoris, mais cette option n'est disponible que pour Firefox.
Les signets sont analysés afin de fournir des services publics tels que les mots clés suggérés ainsi qu'un service de recherche avancé, améliorant la recherche d'informations de son compte en plus des résultats de Google. La politique de confidentialité indique que les résultats de cette analyse sont publiés sans fournir aucune information sur les utilisateurs de ce service.